# Kevin Drinkell
Kevin Smith Drinkell (Grimsby, 18 giugno 1960) è un allenatore di calcio ed ex calciatore inglese, di ruolo attaccante.

## Caratteristiche tecniche
Era un centravanti.

## Carriera

### Giocatore
Esordisce tra i professionisti all'età di 16 anni nella stagione 1976-1977 con la maglia del Grimsby Town, club della sua città natale, militante nella quarta divisione inglese; già in giovane età inizia a giocare da titolare, contribuendo alla doppia promozione dalla quarta alla seconda divisione avvenuta negli anni dal 1978 al 1980 (con anche la vittoria della Third Division 1979-1980). Trascorre poi cinque campionati consecutivi con i Mariners in seconda divisione, venendo ceduto per 105000 sterline al Norwich City, club di prima divisione, al termine della stagione 1984-1985, dopo complessive 89 reti in 272 presenze in nove stagioni nel club.
Nella sua prima stagione con i Canaries vince il campionato di seconda divisione, successo a cui contribuisce con 22 reti in 41 presenze; nella stagione 1986-1987, all'età di 26 anni, esordisce quindi in prima divisione: il suo primo campionato nella nuova categoria si conclude con complessive 42 presenze e 16 reti, a cui aggiunge ulteriori 12 reti in 38 presenze nella First Division 1987-1988, al termine della quale viene ceduto per 600000 sterline ai Rangers, club della prima divisione scozzese, con cui nella stagione 1988-1989 vince un campionato ed una Coppa di Scozia e realizza anche una rete in 3 presenze in Coppa UEFA. L'anno seguente esordisce anche in Coppa dei Campioni, giocando gli ultimi 29 minuti della partita pareggiata per 0-0 in casa contro i tedeschi del Bayern Monaco il 27 settembre 1989; poco tempo dopo, lascia però il club (con cui ha messo a segno complessivamente 12 reti in 36 presenze nella prima divisione scozzese) per tornare nella prima divisione inglese, al Coventry City, club in cui rimane fino ai primi mesi della stagione 1991-1992 senza però ritrovare la vena realizzativa degli anni al Norwich City: dopo 5 reti in 22 presenze nella stagione 1989-1990 nella stagione e mezzo successiva gioca in totale 19 partite senza però mai segnare. Sempre nella stagione 1991-1992 trascorre anche un breve periodo in prestito al Birmingham City (5 presenze e 2 reti in terza divisione), per poi tornare in Scozia, al Falkirk.
Con i Bairns termina la stagione 1991-1992 e trascorre la stagione 1992-1993 (conclusasi con una retrocessione) in prima divisione, mentre nella stagione 1993-1994 vince sia la seconda divisione scozzese che la Scottish Challenge Cup. Si ritira al termine della stagione 1994-1995, trascorsa nella terza divisione scozzese con lo Stirling Albion.

### Allenatore
Nella stagione 1994-1995 è anche allenatore dello Stirling Albion, con cui nella stagione 1995-1996 vince la terza divisione scozzese; la permanenza del club in seconda divisione dura però due sole stagioni: al termine della stagione 1997-1998 arriva infatti una retrocessione in terza divisione, e Drinkell viene esonerato. Trascorre il biennio successivo sulla panchina del Montrose, club della quarta divisione scozzese.
Negli anni seguenti lavora come intermediario per dei procuratori di calciatori, riprendendo infine brevemente ad allenare dal maggio al settembre del 2013, periodo in cui lavora come vice degli scozzesi dell'East Fife, nella terza divisione scozzese.

## Palmarès

### Giocatore

#### Competizioni nazionali
- Campionato inglese di seconda divisione: 1

Norwich City: 1985-1986
- Third Division: 1

Grimsby Town: 1979-1980
- Football League Trophy: 1

Grimsby Town: 1981-1982
- Campionato scozzese: 1

Rangers: 1988-1989
- Coppa di Scozia: 1

Rangers: 1988-1989
- Scottish Championship: 1

Falkirk: 1993-1994
- Scottish Challenge Cup: 1

Falkirk: 1993-1994

### Individuale
- Capocannoniere della seconda divisione inglese: 1

1985-1986 (22 reti)

### Allenatore

#### Competizioni nazionali
- Scottish League One: 1

Stirling Albion: 1995-1996